# Landon Donovan
Landon Timothy Donovan, född 4 mars 1982 i Ontario, Kalifornien, är en amerikansk före detta fotbollsspelare som bland annat spelade för Los Angeles Galaxy. Han var ordinarie lagkapten för laget och blev många gånger utsedd till Major League Soccer bästa fotbollsspelare. 
Donovan gjorde 57 mål på 157 matcher för USA:s landslag och utsågs 2015 till USA:s främsta fotbollsspelare genom tiderna av tidningen The Guardian.

## Klubbkarriär
Efter säsongen 2014 avslutade Donovan sin karriär. I september 2016 återvände han till Los Angeles Galaxy. Efter säsongen 2016 avslutade Donovan sin karriär för andra gången.
I januari 2018 återvände Donovan för andra gången till fotbollsplanen då han skrev på för mexikanska Club León. I juni 2018 lämnade Donovan klubben.
I januari 2019 skrev Donovan på för Major Arena Soccer League-klubben San Diego Sockers.